# チャールズ・スコット (州知事)
チャールズ・スコット（英: Charles Scott、1739年4月 - 1813年10月22日）は、18世紀アメリカの軍人であり、1808年に第4代ケンタッキー州知事に選ばれた。若い頃に孤児となり、1755年10月にバージニア連隊に入隊し、フレンチ・インディアン戦争のときは斥候や護衛を務めた。この間順調に昇進して大尉になった。戦後、結婚し、父が遺した土地で農業に関わったが、1775年にアメリカ独立戦争が激しくなると軍隊の現役任務に戻った。1776年8月に大佐に昇進し、バージニア第5連隊長となった。この連隊は同年後半にニュージャージーでジョージ・ワシントンの軍と合流し、フィラデルフィア方面作戦の間戦った。スコットはワシントンの軽装歩兵部隊を指揮し、1778年遅くには諜報担当部門の長を務めた。フィラデルフィア方面作戦の終わりに休暇を得た後、1779年3月に軍隊に戻り、サウスカロライナに行って、南部戦線を戦うベンジャミン・リンカーン将軍を支える命令を受けた。チャールストンに到着したときは、イギリス軍ヘンリー・クリントン将軍が市の包囲戦を始めたときだった。チャールストンが陥落したときには戦争捕虜になった。1781年3月に仮釈放され、1782年7月にはロードン卿との捕虜交換で解放された後、戦争が終わるまで徴兵任務を幾つかこなした。
戦後の1785年に西部フロンティアを訪れ、恒久的な移住の準備を始めた。1787年に現在のケンタッキー州バーセイルズ近くに入植した。インディアンに襲撃される危険性に直面したスコットは、1790年に志願兵中隊を立ち上げ、ジョサイア・ハーマーが編成したインディアンに対する遠征に参加した。ハーマーが敗れた後、ワシントン大統領は北西部領土でインディアンの土地を侵略するためにアーサー・セントクレアに準備を命じた。このときバージニア民兵隊の准将になっていたスコットは一連の予備襲撃を行うよう命じられた。1791年7月、ウィアトノン集落に対する襲撃を指揮して成功した。その年後半に行われたセントクレア本隊の侵略は失敗だった。それから間もない1792年にケンタッキーはバージニアから分離して州となり、ケンタッキー州議会はスコットを少将に任官し、ケンタッキー州民兵隊第2師団の指揮を任せた。その師団はアンソニー・ウェインのアメリカ軍団と協力して北西インディアン戦争を戦い、フォールン・ティンバーズの戦いでは決定的な勝利を挙げた。
高齢になってきたスコットは、以前にバージニア植民地議会議員と大統領選挙人を務めたことがあり、知事選挙に出馬することにした。1808年にあった州知事選挙では、継子のジェシー・ブレッドソーが巧に動いたこともあり、対抗馬のジョン・アレンやグリーン・クレイに対して圧勝し、当選した。その任期の初期に知事公舎の凍り付いた階段で倒れて、余生は松葉杖に頼ることになった。ブレッドソーを大いに頼りにしたので、彼を州務長官に任命した。州内の問題について度々州議会とは衝突したが、その政権での主要な関心事はアメリカ合衆国とイギリスとの間に緊張関係が高まってきたことであり、それが米英戦争に繋がっていった。スコットはウィリアム・ハリソンをケンタッキー州民兵隊の名誉少将に指名した。ハリソンは州の住人ではなかったので、これは州憲法に違背することだったが、それでも州民からは称賛された。スコットは任期が開けたときに、ケインウッドの領地に戻った。その体調が急速に衰え、1813年10月22日に死んだ。ケンタッキー州スコット郡およびインディアナ州スコット郡はスコットの栄誉を称えて名付けられ、またケンタッキー州スコッツビル市およびバージニア州スコッツビル町も同様である。

## 生い立ちと家族
チャールズ・スコットは1739年のおそらく4月に、当時のバージニア植民地グーチランド郡、現在のバージニア州ポウハタン郡で生まれた。父のサミュエル・スコットは農業経営者であり、バージニア植民地議会議員を務めていた。母（名前は不明）は1745年頃に死んだと考えられている。兄のジョン、および弟のエドワードとジョセフ、および妹のマーサが兄弟だった。両親からの教育と、家から近い田園部バージニアの学校で、基本的な教育を受けただけだった。

### 軍隊勤務
1755年に父が死んでから間もなく、スコットは大工の修業を始めた。1755年7月、地元裁判所がスコットを衛兵にしようとしていたが、裁判所が動く前の10月にスコットはバージニア連隊に入隊した。デビッド・ベルの中隊に加えられた。フレンチ・インディアン戦争の初期には、フロンティアの斥候と森に詳しい者として上官から評価を受けた。仲間の兵士の大半は規律ができておらず、訓練も足りなかったので、スコットが目立ち、迅速に伍長まで昇進することになった。1756年6月には軍曹に昇進した。
1756年のブラドック遠征のときはジョージ・ワシントンの下に仕えたが、この遠征ではフランスからデュケーヌ砦を奪取することに失敗した。1756年の大半と1757年の初期、カンバーランド砦とワシントン砦の駐屯任務となり、斥候や護衛の任務を果たした。1757年4月、ワシントン連隊の規模縮小の一部としてデビッド・ベルが解任され、スコットはペアソール砦でロバート・マッケンジー大尉の隊に入った。8月と9月、ワシントンはデュケーヌ砦を襲う準備として、2回の偵察任務にスコットと小さな斥候部隊を派遣したが、どちらの時もあまり多くの情報が得られなかった。11月、デュケーヌ砦を占領したフォーブス遠征に加わった。この年の後半はラウドン砦に駐屯し、ワシントンから少尉への昇進を受けた。
1759年の大半、スコットは斥候任務を行い、道路や砦を建設した。この期間、バージニアの軍隊はワシントンからウィリアム・バード大佐の指揮に変えられた。1760年7月、スコットはバージニア軍隊の第5隊長に指名され、バードがチェロキー族インディアンに対する遠征を指揮した。この遠征でのスコットの役割は不明である。この遠征が成功し、バージニア総督のフランシス・フォーキアは1762年2月に軍隊の解体を命じた。スコットは解体前の不明な日付で軍隊から退いた。
1762年のいずれかの時点で兄のジョンが死に、スコットはジェームズ川とマッディ・クリーク近くにあった父の土地を承継することになった。軍を離れた後、1761年遅くに相続した農園に入った。1762年2月25日、カンバーランド郡出身のフランシス・スウィーニーと結婚した。約10人の奴隷の助けを借りて、その農園でタバコを栽培し小麦粉を作った。1766年7月、地元民兵隊で2人の大尉の一人に指名された。その後の数年間、スコットと妻には4人の男の子と、4人あるいは5人の女の子ができた。

## アメリカ独立戦争

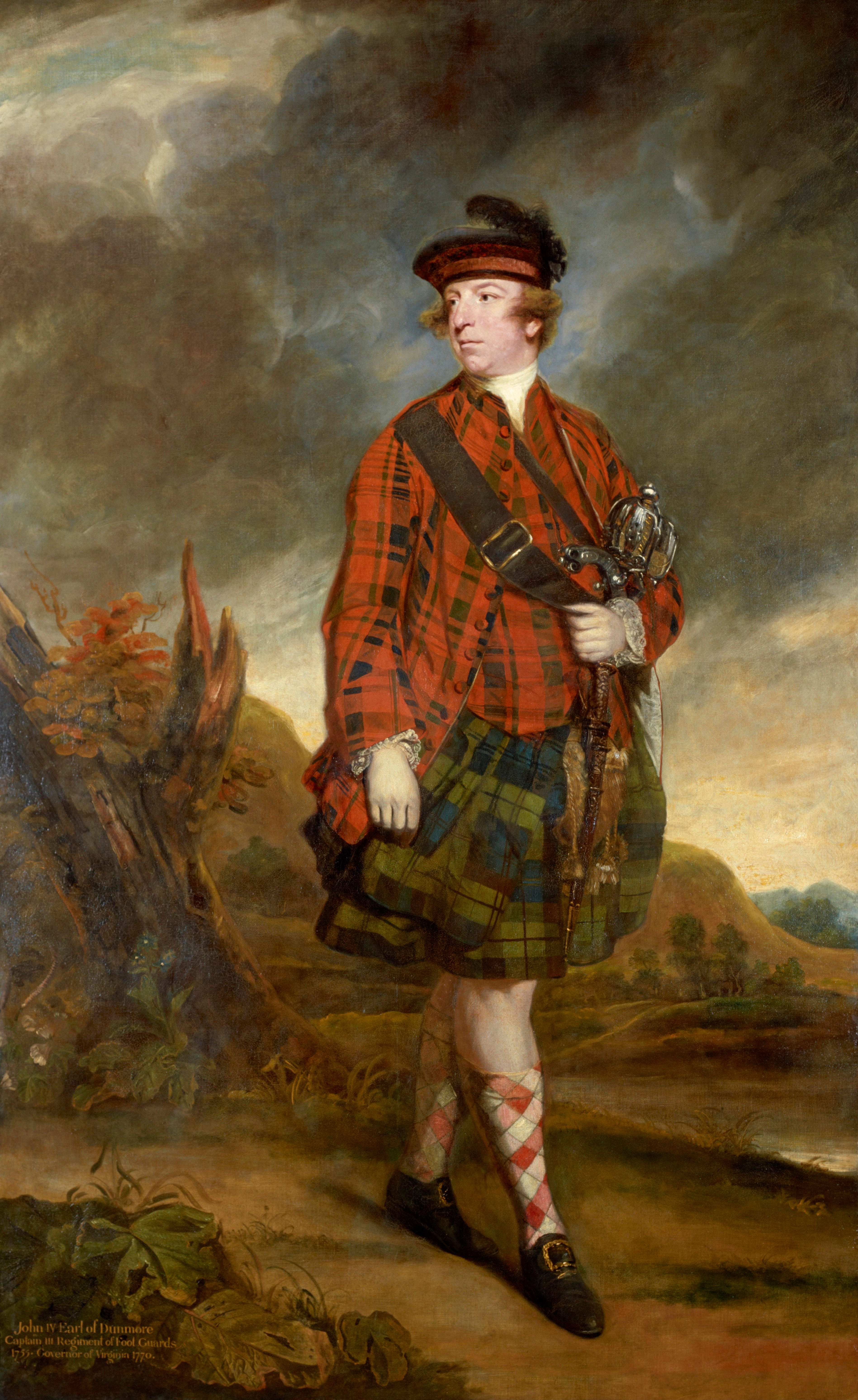
ダンモア卿、スコット隊は彼をバージニアから追い出すことに加わった

1775年にアメリカ独立戦争が激しさを増すと、スコットはカンバーランド郡で志願兵中隊を立ち上げた。ジェームズ川より南で結成し、独立戦争に参加した中隊として最初のものだった。1755年5月、ウィリアムズバーグでバージニア総督ダンモア卿との衝突が予測された中で、この中隊はパトリック・ヘンリーを助ける準備ができていたが、ダンモア卿は6月に市から脱出したので、その月後半にはウィリアムズバーグ周辺の郡からきた部隊と合流した。7月、バージニア会議によりバージニア軍隊の2個連隊を創設し、1つはパトリック・ヘンリーが、もう1つはウィリアム・ウッドフォードが指揮を執った。これら指揮官達がウィリアムズバーグに向けて出発すると、会議はスコットをそこに既に集まっていた志願兵達の暫定司令官に任命した。1775年8月17日、スコットはウッドフォードの指揮するバージニア第2連隊の中佐に選ばれた。スコットの弟ジョセフが連隊の副官を務めた。12月、ウッドフォードはスコットに150名の兵士を付けてグレートブリッジに派遣し、エリザベス川の渡河地点を守らせた。その数日後の12月9日、グレートブリッジの戦いでイギリス軍のチャールズ・フォーダイス大尉を殺し、それによってイギリス軍の渡河しての前進を止めさせるという、重要な役割を果たした。この戦闘に続いて、植民地軍はノーフォークを占領することができ、ダンモア卿は永遠にバージニアを離れることになった。
1776年2月13日、バージニア第2連隊は大陸軍の一部となった。この異動でもスコットは中佐のままだった。その冬をサフォークでバージニア第2連隊の一部と共に過ごし、1776年8月12日には第二次大陸会議によってバージニア第5連隊の大佐に選ばれた。辞任したウィリアム・ピーチー大佐の後を引き継いだ。バージニア第5連隊は9月の終わりまでハンプトンとポーツマスに駐屯していた。その後、ニュージャージーでジョージ・ワシントン軍と合流することを命ぜられ、11月にトレントン市で合流した。

### フィラデルフィア方面作戦
スコットのバージニア第5連隊はアダム・スティーブンの旅団の下に付き、1776年12月26日のトレントンの戦いで植民地軍勝利に関わった。直後の1777年1月2日のアッサンピンク・クリークの戦いでは、イギリス軍軽装歩兵とドイツ傭兵合同部隊のトレントンへの進行を遅らせることに貢献した。バージニア第5連隊の一員であるジョージ・ジョンストン少佐が、スコットはアッサンピンク・クリークでの功績で「不滅の栄誉を得た」と述べていた。これらの戦闘に続いて、ワシントンの主力軍はニュージャージーのモリスタウンで冬を過ごす準備に入り、一方スコットの連隊は近くのチャタムを本拠にした。この拠点からイギリス軍の糧秣調達部隊に対する軽装歩兵による襲撃を率いた。その最も著名な戦闘は、2月1日のドレイク農場の戦いであり、イギリス兵とドイツ傭兵の勢力に勝る合同部隊を破った。

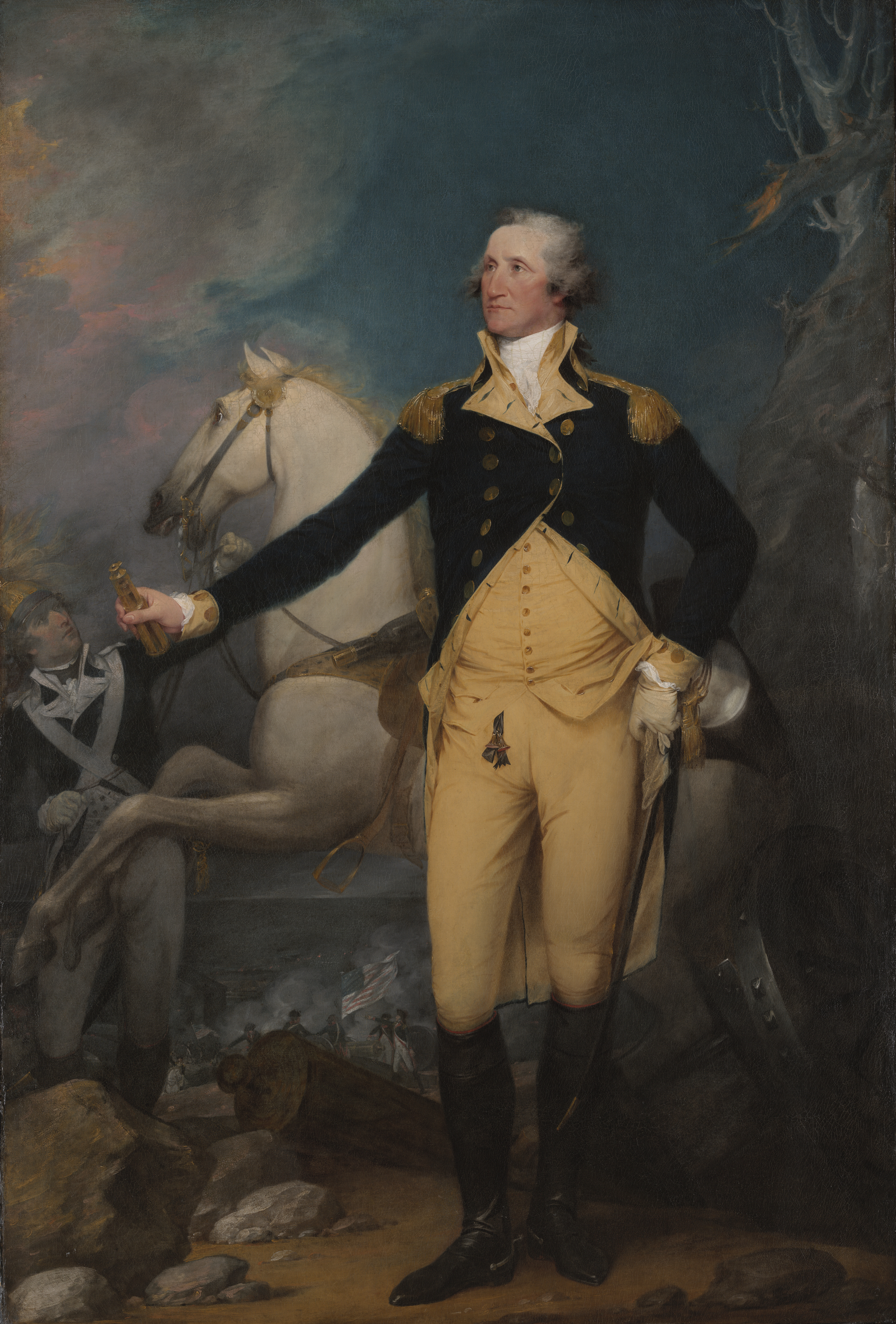
ジョージ・ワシントン、フィラデルフィア方面作戦の時に植民地軍を指揮した

1777年3月、スコットは1年間以上に渡る従軍の中で最初の休暇を取り、バージニアの農園に戻った。大陸会議はワシントン軍におけるスコットの功績を認め、1777年4月2日付けで准将に昇進させた。ワシントンの要請により、5月10日にはトレントンに戻った。スコットのバージニア第4旅団とウィリアム・ウッドフォードの旅団とで、バージニア師団を構成し、少将に昇進したアダム・スティーブンが指揮を執った。スティーブンとウィリアム・マクスウェル准将が病気となり、スコットは5月19日から24日まで暫定師団長となった。ワシントンは1777年の夏を、イギリス軍ウィリアム・ハウ将軍の動きを予測し反撃することで費やしたので、スコットは戦闘の合間に、大陸会議に対しその軍隊の中での序列と階級をどのように計算するかについて抗議する訴えを起こす時間がとれた。大陸会議はスコットの抗議について8か月間の熟慮期間を経た後に同意し、序列においてスコットを同僚のジョージ・ウィードン准将の前に置いた。
9月11日のブランディワインの戦いでは、バージニア第4旅団がイギリス軍チャールズ・コーンウォリス将軍の前進に頑強に抵抗したが、最終的に撤退を強いられた。このイギリス軍の勝利に続いて、ハウはフィラデルフィアに向けて進軍し、短期間ジャーマンタウンで停止した。スコットはジャーマンタウンのハウ陣地に対する攻撃を執拗に提唱し、当初はワシントンの将軍達の間でも少数派だったが、最後はワシントンに攻撃を敢行させる説得に成功した。1777年10月4日、ジャーマンタウンの戦いで、バージニア第4旅団はイギリス軍を攻撃した。しかし、戦場まで回り道をしたために、到着したときは既にマスケット銃の硝煙とイギリス軍がそば畑につけた火のために深い煙で覆われていた。植民地軍は煙の中で方向を失い、最後は撤退した。
ジャーマンタウンでの敗北後、ワシントン軍はフィラデルフィアから14マイル (22 km)、ペンシルベニアのホワイトマーシュを囲む岡に陣を占めた。スコットと他の4人の将軍は当初、12月にフィラデルフィアを攻撃することに賛成していたが、敵軍の防御をワシントンが評価するのを聞いた後は、その考えを捨てた。ホワイトマーシュ近くでハウ軍と小競り合いを繰り返した後、ワシントン軍はバレーフォージで冬の宿営に入った。スコットはその宿営地から約3マイル (5 km) 離れたサミュエル・ジョーンズの農園で贅沢な宿舎を提供されたが、毎日馬でその旅団の見回りに出掛けた。ワシントンは1778年3月半ばにスコットの休暇を認めた。スコットは1778年5月20日にバレーフォージに戻った。
ワシントン軍が1778年6月半ばにバレーフォージを放棄したとき、スコットは1,500名の兵を率いて、ニュージャージーを横切るイギリス軍に対する嫌がらせ攻撃を命じられた。6月26日、ラファイエット侯爵が1,000名を率いてスコット隊に合流した。これは翌日の大攻勢を予測したものだった。その作戦ではチャールズ・リー将軍が指揮官に選ばれていた。しかし不適切な通信や物資を運ぶための遅れのために、作戦は1日遅れた。リーは他の将軍達と戦闘の作戦を共有しておらず、後には作戦を立てるための十分な情報を持っていなかったと主張した。6月28日朝、リーが攻撃開始を命じてモンマスの戦いが始まった。この戦闘中、スコットはアメリカの砲兵が後退するのを目撃した。スコットはその部隊が単に弾薬が尽きていただけなのを認識できず、その後退はアメリカ攻撃部隊の崩壊の兆候と考え、自部隊にも後退を命じた。頼るべき戦闘作戦も無いまま、スコット隊に隣接して戦っていたウィリアム・マクスウェルとアンソニー・ウェインも部隊に後退を命じた。リーはそれだけ多勢の部隊に後退され、最後は攻勢を中断した。ワシントンの主力部隊が到着してイギリス軍の前進を止めたが、この戦闘の勢いを失わせたことで、スコットの後退は一部非難された。伝説では、戦いの後でワシントンが口汚く永口舌でリーを非難しているのをスコットが目撃したとされているが、伝記作者のハリー・M・ウォードはスコットがその会合にいた可能性は低いと考えている。リーはその退却で軍法会議に掛けられ、指揮官を外された。
モンマスの戦い後、イギリス軍はニューヨーク市まで撤退した。8月14日、スコットはワシントンが新たに編成した軽装歩兵軍団の指揮官を任された。諜報担当の長としてもワシントンに仕え、ニューヨークのホワイト・プレインズにあったアメリカ軍の新しい基地から、常に偵察任務を遂行した。スコット隊は何度かイギリス軍斥候隊と交戦したが、ワシントン軍もニューヨーク市のイギリス軍も大きな作戦展開を行わないままとなり、スコットは1778年11月に休暇を取った。

### 南部戦線と捕虜
1779年3月、ワシントンからまだバージニアで休暇中だったスコットに手紙が届き、バージニアで志願兵を募り、5月1日にミドルブルックでワシントン軍に合流するよう命じてきた。スコットは人と物資の手配が困難だったので帰還が遅れた。この遅れの間にワシントンは志願兵を連れてサウスカロライナに向かい、そこで民兵隊の指揮に当たっているベンジャミン・リンカーンの部隊に合流するよう命じてきた。イギリス軍がジョージアに向かっているという報告があり、ワシントンは敵が南からの侵略を準備していると確信した。

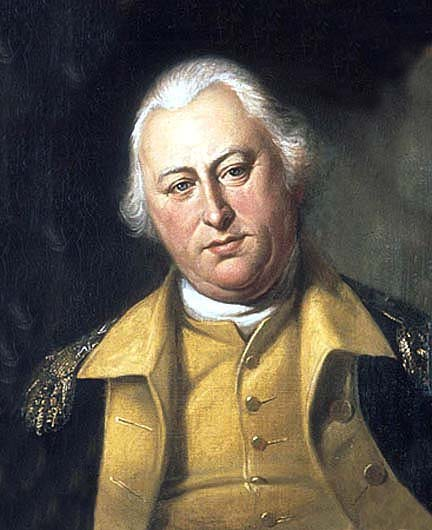
ベンジャミン・リンカーン、サウスカロライナのチャールストン軍指揮官

ワシントンの命令書が届けられてから直ぐに、ジョージ・コリアーとエドワード・マシューが指揮するイギリス軍襲撃部隊がバージニアに到着し、サウスカロライナに向かう援軍のために南に送ろうとしていた物資を捕獲し破壊した。スコットに与えられた命令は再度変更された。バージニア議会はスコットに直ちにコリアーとマシューの襲撃に備えるよう命令してきた。コリアーとマシューの意図が物資を襲撃することであり、侵略の意図はないということが議会とワシントンの双方にとって明らかになったとき、バージニアでは地元民兵隊だけで十分に地元の利益を守ることができると判断し、スコットは南部を補強するための徴兵を続けることになった。議会はこの脅威にスコットが素早く対応したことに応えて、馬、火器、および500ポンド・スターリングをスコットに贈呈した。
州議会で徴兵が推進されたにも拘わらず、バージニアにおけるスコットの徴兵作業は困難なままだった。最後は、ワシントンの北部方面軍からスコットに送られた兵士をサウスカロライナのリンカーンに回すことで、その役目を果たした。バージニアではエイブラハム・ビュフォードの連隊を保持しているだけになった。1780年2月、ウィリアム・ウッドフォードの指揮でワシントンから派遣された約750名が、バージニア州ピーターズバーグにあったスコットの宿営地に到着した。バージニア当局は、ヘンリー・クリントン将軍の指揮で南に向かったイギリス軍が北のバージニアに戻ってくる可能性を怖れ、クリントンの標的がチャールストンのリンカーン陣地にあることがはっきりするまでスコットとウッドフォードを拘束していた。
1780年3月30日、スコットはチャールストンに到着した。これはクリントンが市を包囲しているときだった。1780年5月12日、チャールストンが落ちたときにスコットも捕虜になり、戦争捕虜としてチャールストンに近いハドレルズ・ポイントで拘束された。捕虜ではあったが、半径6マイル (10 km) 以内で動き回る自由を与えられ、バージニアの知人とは文通することを認められた。1780年11月13日にウィリアム・ウッドフォードが死亡し、ハドレルズ・ポイントに拘束されるバージニア兵の福祉についてスコットが責任を持つようになった。1781年1月30日に健康が優れないことを理由に仮釈放を要求し、3月下旬にチャールズ・コーンウォリスがその要求を認めた。
.
1782年7月、スコットはイギリスのロードン卿との捕虜交換で釈放となった。ワシントンからは現役任務に戻るよう伝えられ、バージニアでピーター・ミューレンバーグ将軍の徴兵作業を支援し、その後にナサニエル・グリーン将軍のところに出頭するよう命令してきた。しかし、グリーンからはスコットを指揮下に置かないことを伝え、バージニアでミューレンバーグと共に留まるよう要請してきた。スコットが徴兵できた数少ない兵士はウィンチェスターの補給廠に送られた。1783年3月、アメリカ合衆国とイギリスの間で和平のための主要条項が調印されたとき、徴兵活動も停止された。スコットは1783年9月30日付けで名誉少将に昇進したが、それは大陸軍から退役する直前のことだった。戦後はシンシナティ協会の設立メンバーの1人となった。

## ケンタッキー入植と政界での初期活動

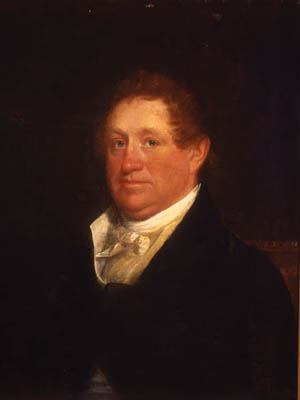
ペイトン・ショート、1785年にスコット共にケンタッキーに入った

1783年10月、バージニア州議会はスコットを、独立戦争に従軍した兵士に与えられる土地の監督官と測量士に任命した。友人であるジェイムズ・ウィルキンソンからケンタッキーに関する気を引く報告に動かされ、ケンタッキー川近くに小屋を建てるよう手配したが、実際には礎石が据えられているだけだった。スコットはまず1785年半ばにケンタッキーを訪れた。共同経営者の一人であるペイトン・ショートと共に旅し、モノンガヒラ川とオハイオ川を経てライムストーン（現在のメイズビル）に到着した。スコットとショートはその後陸路をケンタッキー川に移動して、後に所有することになる土地を検分した。ケンタッキーでの滞在期間は短かった。1785年9月にはバージニアの農園に戻った。
バージニアに戻ると、元南部方面軍の主計総監だったエドワード・カーリントンを雇い、ケンタッキーに移動する準備のために財政事情を整理させた。カーリントンは1785年にバージニアのスコットの農園を買収したが、フロンティアに移動するまでその家族が農園に留まることを認めた。1787年、スコットはバーセイルズ市近くに入植した。兵役で与えられた土地の権利と子供達の権利の間で、スコット家はファイエット郡とバーボン郡に21,035エーカー (85.13 km2) の土地の権利を与えられた。スコットは2階建ての丸太小屋、防御柵、タバコ検査用の建屋を建設した。1787年、ショーニー族インディアンがスコットの息子サミュエルを殺し、頭皮を剥いだ。それはサミュエルがカヌーでオハイオ川を渡っている時だった。年取ったスコットは川岸から為す術無く見ているだけだった。少数の開拓者部隊が川を渡ってショーニー族を追跡したが、追いつくことはできなかった。セオドア・ルーズベルトの著した『西部の獲得』第3巻には、スコットが息子の死後にインディアンに対する「戦争に目覚めた」と記している。
スコットは息子を失った悲しみに対処する方法として家産の発展に集中した。その開拓地はスコッツ・ランディングと呼ばれるようになり、短期間は地域のためにタバコ検査官を務めた。ピーターズバーグと呼ぶより大きな開拓地の中心にスコッツ・ランディングを据えることにしたスコットは、1788年11月に開拓地近くの区画を売り始めた。区画を購入した者達の中にはジェイムズ・ウィルキンソン、エイブラハム・ビュフォード、ジョージ・ミューター判事がおり、さらに後にアメリカ合衆国下院議員とケンタッキー州知事になったクリストファー・グリーナップがいた。
1787年に有用知識促進のためのケンタッキー協会を設立した37人の1人となった。ケンタッキーをバージニアから分離するために開催された10回の会議のどれにも参加しなかったが、原則的にその考えを支持した。スコットのできたばかりの開拓地を含むファイエット郡からウッドフォード郡が分離設立されたとき、スコットは新郡副長の指名を辞退した。しかし、バージニア州議会で郡を代表する議員候補者になることは同意した。議員として務めた1期の間に特権と選挙の委員会など、幾つかの特別委員を務めた。その中にはビッグボーンリックで製塩所を設立するために、ジョージ・ワシントン大統領に軍隊の護衛を与えるよう推奨するものもあった。

## 北西インディアン戦争

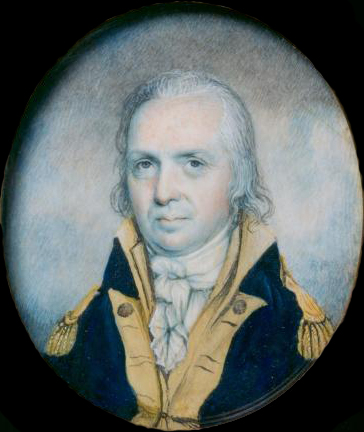
ジョサイア・ハーマーの失敗した作戦で、ケンタッキー州民は地元民兵隊だけで北西部領土のインディアンと効果的に戦うことができると確信するようになった

北西部領土のインディアンとケンタッキー州フロンティア開拓者の間で緊張感が高まり、ワシントン大統領はインディアンに対抗するために連邦軍とフロンティアの民兵隊との共同作戦を認可し始めた。1790年4月、スコットはバーボン郡とファイエット郡から志願兵部隊を立ち上げ、ジョサイア・ハーマーの遠征隊に合流した。後にオハイオ州となるサイオト川沿いにある西部連邦に対して、ハーマーは襲撃を計画していた。正規兵と民兵の連合部隊は1790年4月18日にライムストーンを出発し、オハイオ川を渡り、サイオト川上流に進軍した。そこからは南に向きを変え、現在のポーツマスに向かっていると放棄されたインディアンの宿営地を発見した。良く知られたショーニー族戦士リール・フットなどの未だ新しい足跡がその宿営地から出て行っていた。リール・フットは内反足なのでそれと分かった。スコットは小さな分遣隊にその跡を追わせ、最後はリール・フットを含め4人のショーニー族を発見して殺した。遠征中にこのこと以外は何もすることがなく、1790年8月27日に部隊は解隊した。
1790年6月、ハーマーとアーサー・セントクレアはインディアンに対する別の遠征を行うよう命令された。ハーマーは、スコット、アイザック・シェルビー、あるいはベンジャミン・ローガンがこの遠征に参加してケンタッキー民兵隊を率いてくれることを期待したが、3人共に辞退した。スコットはウッドフォード郡を代表してバージニア州議会議員に選ばれており、議会出席のために従軍できなかった。以前にローガンが率いた対インディアン作戦に参戦した古参兵のロバート・トロッター大佐が率いれば、ケンタッキー民兵隊も従うと考えていた。最終的にケンタッキー民兵隊の指揮官はジョン・ハーディン少佐となり、スコットが予測していたように多くの民兵が作戦参加を拒否することになった。この遠征中、ウッドフォード郡民兵隊の大尉として従軍していたスコットの息子メリットが殺され、頭皮を剥がれた。遠征自体は失敗であり、ケンタッキー民兵がハーマーに対して抱く不信感を強くすることになった。多くの者がハーマーの下では二度と戦わないと誓った。
ハーマーの遠征中に、スコットはバージニア州リッチモンドで議会に出ていた。このときも特権と選挙の委員会の委員を務めた。また、提議抗議委員会など幾つかの特別委員会にも出席した。1790年12月30日、バージニア州知事ビバリー・ランドルフが、おそらくはワシントンからの推薦に基づいて、スコットをバージニア州民兵隊の准将に指名し、ケンタッキー地区全体の指揮権を与えた。その主要任務はオハイオ川に沿った18の前進基地で作る前線を監督することだった。1791年1月、ワシントン大統領は上院議員ジョン・ブラウンの提案を受け入れ、ケンタッキー戦争委員会の委員としてブラウン、スコット、アイザック・シェルビー、ハリー・イネス、ベンジャミン・ローガンを指名した。この委員会は地元民兵を招集し、連邦軍と協業してインディアンに当てさせる権限を与えられた。彼等は志願兵の軍隊を編成し、オハイオ川の北にあるインディアンの村を突きとめ破壊することを推奨した。1月後半にワシントンは、オハイオ州ワシントン砦（現在のシンシナティ近く）からの襲撃によって、インディアン領土を侵略する作戦を承認した。ケンタッキー人の大半は、ワシントンがこの侵略作戦指揮官にアーサー・セントクレアを選んだことに不満だった。セントクレアはこの時までに痛風を患い、手助け無しには馬にも乗れなかった。スコットはこの侵略に参加する1,000名の民兵指揮官としてセントクレアの下に仕えることになった。それは全軍の約3分の1に相当した。

### ブラックベリー方面作戦
ワシントンはスコットに、1791年半ばに予備的な襲撃を何度か繰り返して敵を引きつけ、その間にセントクレアが侵略の本隊をまとめ上げるという命令を出した。アイザック・シェルビーとベンジャミン・ローガンの2人ともこの作戦を指揮することを期待していたが、どちらも人の下に付くことを受け入れなかった。それでもシェルビーは作戦を指示し、逆にローガンは積極的に反対した。1791年5月15日、スコットは志願兵にフランクフォートに集まるよう令状を発行した。ケンタッキー人は全民兵の参加による作戦という考えに前向きに反応し、852名が志願してきたが、スコットは750名のみを率いていくことが認められていた。その志願兵の中にはジョン・ブラウン上院議員も入っていた。北西部領土におけるマイアミ族に向けた外交任務の行方を知るために少し遅れた後、スコット隊は5月24日にワシントン砦を進発した。オハイオ川を渡り、現在のインディアナ州ラファイエットがある場所近く、マイアミ、キカプー、ウィー、ポタワトミの各部族集落が固まっている地域に向かった。8日の間、岩の多い地形をぬけていき、度々の豪雨でびしょぬれになった。その厳しい条件で民兵隊の物資が損なわれたので、地域に自生しているブラックベリーを集めて凌ぐことになった。このために遠征は「ブラックベリー方面作戦」という渾名を付けられることになった。
6月1日にウィー族のウィアトノン集落近くの開けた草原に到達し、そこで敵の斥候に発見されたので、村人が反応する前に村を攻撃するために急いだ。本隊が村に到着したとき、住人はカヌーでウォバッシュ川を大急ぎで渡って逃げているところだった。川向こうのキカプー族集落から支援のための煙幕が張られ、スコット隊が攻撃する前にインディアンは逃げ延びた。川が広くて、スコット隊のいる位置からは歩いては渉れなかったために、ジェイムズ・ウィルキンソン指揮の分遣隊を一方に、トマス・バービー指揮の分遣隊を他方に派遣して川を渉れる場所を探させた。ウィルキンソンは適当な場所を見つけられなかったが、戻る前にインディアンの小部隊を見つけて殺害した。バービーが渡河できる場所を見つけ、スコット隊に戻る前に、対岸のインディアンに対する短時間の襲撃を実行した。翌朝、スコットの本隊が近くの集落や作物を燃やし、一方ウィルキンソン指揮の分遣隊はケツティッペカナンクの集落に向かって出発した。この村の住人はイール川を渡って逃げており、短時間の効果も無い銃撃戦を交わした後に村を焼き、スコット隊に戻った。スコットはその公式報告書で、ケツティッペカナンク住人の多くはフランス系であり、デトロイトのフランス系開拓地に結びつきおそらくは頼っていると考えると記していた。
スコット隊は物資に不足してきたので作戦を切り上げることにした。その帰還中にホワイト川で2名の兵士が溺れた。これがスコット隊で出た唯一の死者だった。他に5名が負傷したが生還した。作戦全体でインディアン38人を殺し、57人以上を捕虜にした。スコットは公式報告書をアーサー・セントクレアに届けるために12名を先行させた。残りの者は6月15日にスチューベン砦（現在のインディアナ州クラークスビルに到着した。翌日、オハイオ川を渡ってケンタッキーに戻り、ルイビルで除隊許可を受け取った。

### セントクレアの遠征
スコットのウォバッシュ方面作戦は、ケンタッキーにおいても、ワシントン政権からも好意的に受け止められた。1791年6月24日、アーサー・セントクレアは戦争委員会に、第2の遠征隊を編成してウォバッシュ川地域に入り、オハイオ川沿いにある前進基地を除去して駐屯兵と資金を自由にすることを奨励した。それはセントクレアの大がかりな侵略の前哨戦だった。スコットは前進基地を除去することには疑問を持ち、戦争委員会の委員には、ビッグボーンリックの基地と、ケンタッキー川河口の鉄工所を守る基地を残しておくよう説得した。スコットの直感が正しかったことが後に証明された。1か月後、インディアンの襲撃隊がビッグボーンリックを占領することで、フロンティアの開拓者が塩を手に入れられなくしようとしたが、そこの基地に駐屯する民兵に追い返された。また、セントクレアが第二次ウォバッシュ遠征に要請してきた500名という数字では、効果的な作戦を行うには不十分だと考えた。

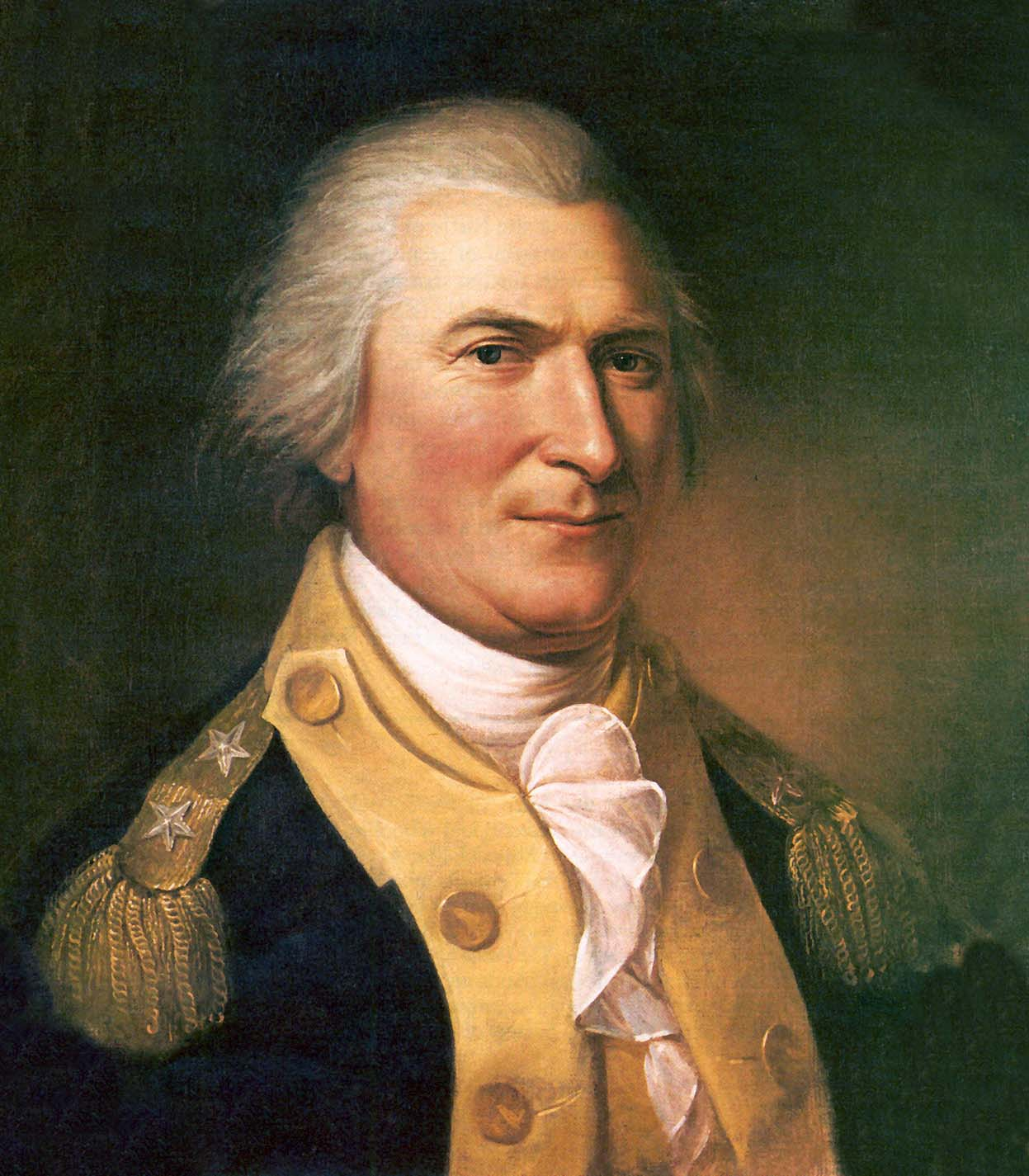
アーサー・セントクレア、1791年遅くに北西インディアンに対して遠征を率いたが、失敗した

7月、スコットはバーボン郡住人ジョン・エドワーズに、オハイオ川のケンタッキー側で馬を盗んでいることが疑われるインディアン部隊に対して、300名を率いて向かうことに許可を与えた。エドワーズの遠征隊はサンダスキー川近くまで到達したが、人が居なくなった集落を発見しただけだった。その志願兵部隊は知らなかったが、その地域でインディアンに待ち伏せされる可能性を辛うじてかわしていた。エドワーズに同行した兵士の多くが、その臆病さを非難していた。スコットは病気のためにセントクレアが要請した遠征を率いることができなかった。その代わりに友人のジェイムズ・ウィルキンソンが率いた。ウィルキンソン隊は8月1日に出発した。その遠征中、キキア（ケナポコモコとも呼ばれた）の人が居ない集落を破壊し、キカプー族の小さな集落であるウィアトノンなど地域の小さな集落を再建した。以前にスコットの遠征隊が通ったのと同じ道を辿って帰還し、8月21日までにケンタッキー側に戻った。スコットとウィルキンソンの作戦は北西インディアンに大きな重荷を負わせた。特にウィー族とキカプー族は翌年にアメリカ合衆国との和平条約に調印し、さらに西のイリノイやミズーリに移っていくことになった。
セントクレアはその病気のために戦闘に不適であると自ら認めていたが、北西部侵略のための準備を進めた。ハーマーと同様にケンタッキーでは不人気であり、スコットはセントクレアの遠征に必要とされる民兵隊を立ち上げるために徴兵を行う必要があった。スコットとケンタッキーの他の士官は、病気のために隊を率いられないと主張しており、実際にはセントクレアに関係することでケンタッキー人の尊敬を失うことを怖れていた。ケンタッキー人を進んで率いて以降という高級士官はウィリアム・オールダム大佐のみだった。
セントクレアの部隊は10月1日にワシントン砦を出発した。11月3日、ウォバッシュ川の小さな支流沿いで宿営するよう部隊に命じた。このときその支流はセントメアリーズ川だと勘違いしていた。セントクレアの意図では、翌朝部隊に防御工作を行わせるつもりだったが、夜明け前にマイアミ族とカナダ人の合同部隊が急襲し、セントクレア隊を潰走させ、大砲の一部と物資の大半を捕獲した。この攻撃でセントクレア隊1,400名のうち、600名が殺され、300名が捕虜になった。この攻撃中にケンタッキー人民兵は散り散りになり、その指揮官であるオールダム大佐が殺された。それでも民兵とケンタッキーの市民は、この大惨事に対してセントクレアを非難した。セントクレアはワシントン砦まで撤退した。11月24日、スコットは、インディアンが彼を追跡し、ケンタッキーに侵入すると決断する場合に備えて、200名の騎馬志願兵を率いてワシントン砦で合流した。インディアンによる侵略が起こりそうにないことが分かると、スコット隊は故郷に戻った。セントクレア遠征の結果として、以前は中立だったデラウェア族やワイアンドット族などの部族が、マイアミ族やショーニー族と同盟して、開拓者達に対抗するようになった。

### アメリカ合衆国軍団との協業
セントクレアが敗北した後、ワシントン大統領は議会に、北西部領土でインディアンと戦うために5,000名の軍隊、アメリカ合衆国軍団結成の承認を求めた。議会は1792年3月にこの提案を承認し、フィラデルフィアの友人からこの軍団の指揮官としてスコットが検討されていると知らせてきた。しかし、最後はワシントンが、スコットは「不適当な能力」であると判断した。スコットが酒を飲み過ぎるという悪習もワシントンの心配事だった。その代わりにワシントンは"マッド"・アンソニー・ウェインを軍団指揮官に選んだ。ケンタッキーが公式に州に昇格した直後の1792年6月4日、ケンタッキー州議会はスコットとベンジャミン・ローガンを州民兵隊の少将に任官した。6月25日、スコットは民兵第2師団の指揮官となり、ケンタッキー川北で作戦展開する任務を与えられた。ローガンの第1師団はケンタッキー川南が担当だった。
新しい州議会は州都とする町を選定するために5人委員会も指名した。スコットは、まだできたばかりの町だったピーターズバーグを州都候補に提案した。他の候補地としては、フランクフォート、レキシントン、ルイビル、ブーンズボロなどがあった。最後はフランクフォートが選ばれ、ピーターズバーグを州都に指定してもらい、存続能力のある町にすることすら難しい町を成功させようという試みが失敗した。スコットの息子、チャールズ・ジュニアは弟のダニエルに宛てて、父は1792年にアメリカ合衆国下院議員選挙に出馬しようとしていると、手紙で知らせていた。チャールズ・ジュニアは父が当選するという自信を表明していたが、その運動が実現されることはなく、始まった直後に躓いた。しかし1793年にスコットは大統領選挙人に選ばれた。

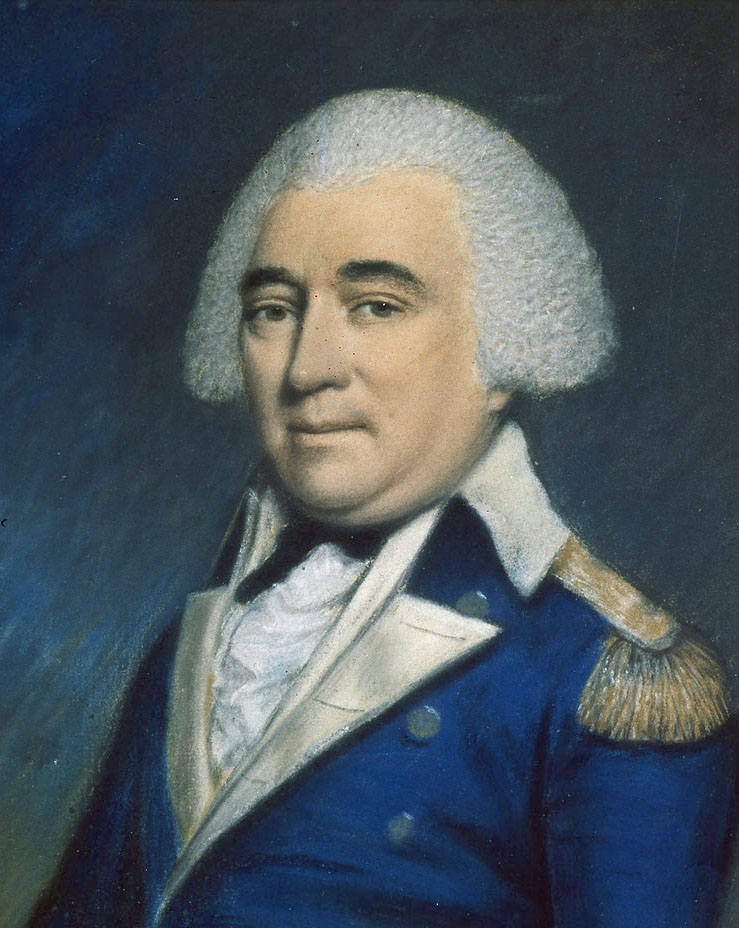
"マッド"・アンソニー・ウェイン、アメリカ合衆国軍団の指揮官

ウェインは当初、ケンタッキー民兵隊を使ってインディアンに対する先制攻撃を行い、連邦軍のみで主侵略を行うつもりだったが、1793年半ばにワシントン砦に移動する段になって、予定していた5,000名のうち3,000名足らずしか集められなかった。このとき、スコットとローガンの部隊にも本隊に合流するよう要請した。ローガンはにべもなく連邦軍士官との協業を断ったが、最後はスコットが同意し、ウェインは1793年7月1日付けでスコットを連邦軍士官に任命した。スコットとアイザック・シェルビー州知事は、ウェインの作戦でスコットが率いていくことになる1,500名を立ち上げるために徴兵を始めた。スコットが10月21日にジェファーソン砦でウェイン軍に合流したときは、やっと1,000名を纏めただけだった。
11月4日、ウェインはスコットの民兵隊に、近くのデラウェア族集落を破壊するよう命じた。ケンタッキー民兵は依然として連邦軍士官に不満と不信を抱き、冬が近付いてもウェインが本隊の攻勢を始めようとしないことに気付いたので、その任務に熱心ではなく、その多くは些末なことと考えていた。その夜に民兵の501名が宿営地から脱走したが、ウェインはその報告書で、スコットとその士官達が脱走を食い止めるためにできる限りのことをしたと考えると記していた。スコットは残った兵士で任務を遂行し続けようとしたが、厳しい天候のために大きな攻勢を掛けることを妨げられた。最終的に小さな狩猟用宿営地1つを蹴散らしただけで、ワシントン砦に進み、11月10日には召集解除した。ウェインはスコットに冬が明けたら全軍をもって戻ってくるように命令した。
1793年から1794年に掛けての冬の間に、ウェインとケンタッキー人との間の緊張関係は冷めていった。ウェインは、ケンタッキー州志願兵が反抗的であるにも拘わらず、良い軍人であることに気付いた。民兵達はウェインを観察して、ハーマーやセントクレアとは異なり、インディアンとの戦い方を知っていると判断した。ウェインは冬の間にセントクレアが敗北した場所にリカバリー砦を建設することで、ケンタッキーにおける人気を上げた。インディアンはセントクレアに勝利したことをその伝説の1部とし、西部開拓者に対して戦い続ける意気が上がっていた。ウェインがこの地に砦を建設したことは、インディアンの心理にとっての打撃となり、インディアンがその地域中から掘り出してばらまいた600個ほどの頭蓋骨を埋め直させたことは、ケンタッキー人にが死者の多くを知っていただけに人気になった。スコットは個人的にウェインを尊敬するようになったが、友人のジェイムズ・ウィルキンソンは北西遠征隊を自分で指揮したかったために、ウェインのイメージを汚すような匿名の活動を始めた。スコットはフィラデルフィアを発つときに、陸軍長官ヘンリー・ノックスに宛ててウェインの評判を守るための手紙を書き、そのことでウィルキンソンとの友情に傷を付けた。
1794年6月、スコットはフィラデルフィアからケンタッキーに戻り、1,500名の民兵を集めて、7月27日にグリーンビル砦でウェイン軍と合流した。スコットとトマス・バービーがこの部隊を率いて、ウェインの正規兵1,000名を支えた。この共同軍は素早く行軍し、8月8日には明け渡されたばかりのインディアン集落グランドグレイズを占領した。ここでウェインはデファイアンス（挑戦）砦の建設を命令し、それに1週間を要した。スコットは砦の名前をつける責任があり、建設を観察している間に「私は、イギリス、インディアン、そして全ての地獄の悪魔に砦を取って見ろと挑戦する」と宣言した。スコットの騎馬志願兵がもたらした情報に基づき、ウェインは8月14日にマイアミ砦への行軍を命令し、そこの2,400名になるイギリス軍とインディアンの合同部隊との戦闘を想定していた。8月20日午前8時45分頃、ウィリアム・プライスの志願兵旅団がマイアミ砦近くでインディアン部隊との交戦を始め、フォールン・ティンバーズの戦いが始まった。好適な位置に陣取ったインディアン部隊がプライス隊を押し返した、ウェインがその正規兵に活発な銃剣突撃を行うよう命じ、それがインディアンを潰走させた。マイアミ砦のイギリス軍指揮官ウィリアム・キャンベル少佐は同盟インディアンのために砦の門を開けることを拒んだ。ウェイン軍が決定的な勝利を上げた。
この戦闘後、ウェインはスコットの志願兵隊にその位置から半径50マイル (80 km) 以内で多くの襲撃を行うよう命じた。ウェイン軍には荷馬がいなかったので、1794年9月中に砦間の物資輸送にも騎馬志願兵が使われた。最後は守備隊任務にも疲れてきて、荷物を運ぶために個人の馬を使うことは馬を痛めてしまうと苦情を言うようになった。除隊を認められなければ、反乱を起こすと脅した者も多かった。1794年10月13日、最後はウェインが彼等に帰郷を命じた。ウェインが12月4日に発行した推薦状に従い、アメリカ合衆国議会下院は、フォールン・ティンバーズの戦いでのスコットとその部隊の活躍に特別の謝意を表明した。1795年半ば、グリーンビル条約締結により、正式に北西インディアン戦争を終わらせた。

## 後年の政歴
1795年、スコットはフィラデルフィアに旅して、自分の下で仕えた兵士に支払う最終支給額を決めるために、従軍記録の明確化を助け、その後ケンタッキーの農園に帰った。1799年まで州民兵隊第2師団の少将として、名目上も軍務を続けた。スコットの軍勇を祝う催しがケンタッキー中で行われ、スコットは政歴への関心を呼び戻した。第一次政党制の開始に伴い、スコットはケンタッキー州民の大半と同様に民主共和党支持を表明した。1800年、大統領選挙人を選ぶ投票では、ケイレブ・ウォレスに対して75対44で選ばれた。ケンタッキーの全選挙人と共に、大統領選挙ではトーマス・ジェファーソンとアーロン・バーの組み合わせに投票した。
1803年、陸軍長官ヘンリー・ディアボーンがスコットとジェイムズ・ゲアリド州知事を指名し、ケンタッキー州でワシントン砦に代わる砦の建設地を評価させた。ゲアリドはケンタッキー州中部の出身であり、建設地をフランクフォートに固執した。スコットは同意できず、砦は州の内陸に在るべきではなく、フランクフォート周辺の岡の多い地形は砦建設に不適であると主張した。ゲアリドとの次の会見まで数日待って合意に達しようとしたが、それも適わず、ディアボーンに一人で決めさせて貰いたいと頼んだ。ディアボーンがそれを許可し、スコットが推薦したニューポートの案を受け入れた。1804年スコットは再度大統領選挙人に選ばれた。このときは反対もほとんど無かった。
しかしスコットの政歴には悲劇も起こった。1797年、バージニア州で落ち着いていた息子のダニエルが死んだ。1799年遅く、あるいは1800年初期、最後に残っていた息子のチャールズ・ジュニアも死んだ。娘のマーサは後にアメリカ合衆国上院議員になったジョージ・M・ビブと1799年に結婚し、ケンタッキー州デイビース郡に移っていた。同じく娘のメアリーは結婚して、スコットが軍務から戻る前に農園を去っていた。末娘のナンシーは19世紀への変わり目頃に農場を離れたが、結婚はしていなかった。1804年10月6日に妻が死んだ後、スコットは娘のメアリーとその婿のジョン・ポスルスウェイトと共にレキシントンに移転した。1805年10月にはウッドフォード郡の農園を売却した。
1807年6月22日に起きたチェサピーク・レパード事件の後で、アメリカ合衆国とイギリスの間に緊張関係が高まり、戦争が始まった時に備えてクリストファー・グリーナップ州知事に騎馬民兵隊を立ち上げるよう申請した。グリーナップは要請された権限を認めたが、スコットは1807年7月25日に再婚し、民兵隊を集めることは無かった。2番目の妻は57歳の未亡人ジュディス・キャリー（ベル）・ギストであり、前夫は独立戦争の時にスコットと同時に戦争捕虜になっていたナサニエル・ギストだった。結婚後、バーボン郡とクラーク郡に跨るギスト家のプランテーションに移転した。

### 知事選挙（1808年）

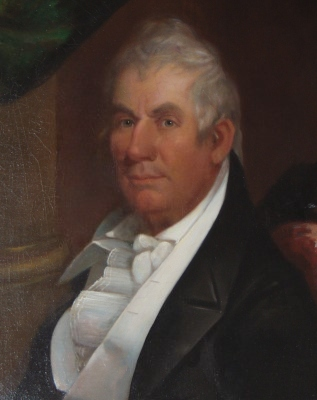
グリーン・クレイ、1808年知事選挙の対抗馬

スコットの軍歴を顕彰する催しが州内で続いており、1808年知事選挙に出馬する可能性を検討し始めた。1806年半ばまでに州上院議員トマス・ポージーとレキシントンの弁護士トマス・トッドが既に立候補を宣言していた。ポージーは州上院の議長代行に選ばれており、1804年に副知事のジョン・コールドウェルが死んだ時は、副知事代行を務めて、上院を采配した。その後上院議員としては再選されなかったが、副知事代行と上院議長の役割を続けていた。その敵対者は、ポージーが上院議員ではないので副知事代行を務める資格はないと主張し、さらにポージーは民主共和党員だと言っていたにも拘わらず、憎むべき連邦党に同調する者として非難していた。上院議長として外されることは無かったが、その議論によって1808年に当選するチャンスは無くなった。1807年、トッドはグリーナップ知事からのケンタッキー州控訴裁判所判事指名を受け入れ、知事選からは降りた。
ポージーが候補から消え、トッドが降りたことで、スコットが知事候補になる唯一の障害が消えた。アイザック・シェルビー元知事をもう1期候補に推す運動が始まった。シェルビーは独立戦争中のキングスマウンテンの戦いにおける英雄的な役割により、「オールド・キングスマウンテン」と呼ばれており、軍歴ではスコットに遜色なかった。ケンタッキーが州になるときと憲法制定会議では代議員を務めており、元州知事であり、その政歴ではスコットを遙かに凌いでいた。しかし、シェルビーは出馬を辞退することになり、スコットは1808年2月11日に出馬を宣言した。この時までにジョン・アレンが出馬宣言しており、スコットの宣言から約1か月後にはグリーン・クレイが続いた。スコットの選挙運動は継子でありトランシルベニア大学の法学教授だったジェシー・ブレッドソーが管理した。ブレッドソーは州内でも有能な政治家だったが、候補になるよりも「キングメーカー」の役割を好んだ。
アレンとクレイはどちらも職業は弁護士であり、ケンタッキー州の選挙民からある一般的な弁護士不信のために不利だった。さらにアレンはアーロン・バーの相談役を務めた経歴があり、州内の新聞に載った匿名の手紙ではアメリカ南西部で独立国を創ろうとしたバーの計画に関わっていたと非難していた。ヘンリー・クレイはこの非難に対して積極的にアレンを弁護した一人だった。スコットもアレンについてはお世辞を使って話すことが多かった。グリーン・クレイは議員として債務者に有利な手段を推進した。その結果、グリーン川より南の開拓者からは強く支持されていた。その多くは土地の不法占拠者であり、州に少なからぬ負債を負う土地投機家だった。スコットの英雄的イメージに対抗するために、クレイの支持者達は、1782年のジョージ・ロジャース・クラークが率いた対ショーニー族遠征にクレイが従軍したことを指摘したが、この点では選挙に与える効果はほとんど無かった。ケンタッキー州における独立戦争の最上級士官として、スコットは州内の退役兵社会で認められた指導者になった。8月1日の選挙日前に州内各地で独立記念日が祝われ、スコットの選挙運動には有利になった。選挙ではスコットが22,050票、アレンが8,430票、クレイが5,516票となり、スコットが当選した。

### 知事職

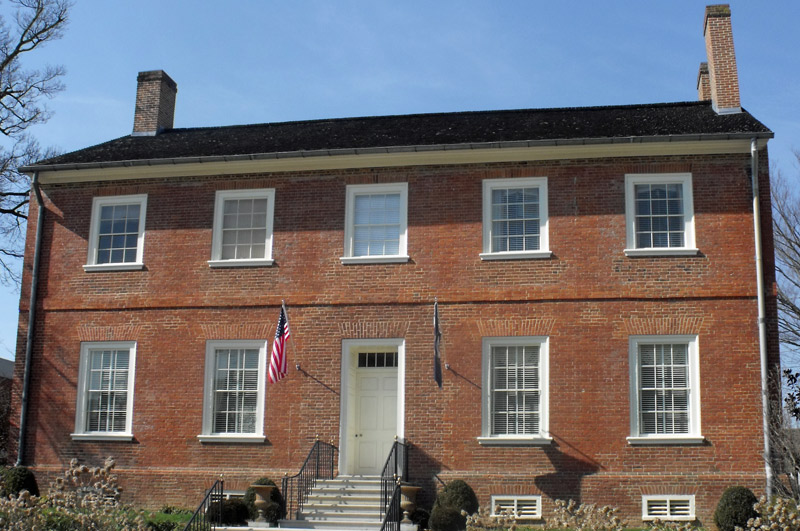
ケンタッキー州知事公舎、凍った階段で倒れたスコットは足に障害を負った

州知事としてスコットが先ず行ったことの中に、ブレッドソーを州務長官に指名することがあった。ブレッドソーは1808年12月13日に、スコットの就任演説を議員に配った。その冬遅く、スコットは知事公舎の凍った階段で滑り、負傷した。この怪我のために終生松葉杖に頼ることとなり、その知事としての仕事の多くをブレッドソーに頼るようになった。知事としての任期の間に体調は衰えていった。
州内のことでは、公務員給与の増額、経済開発の手段、再犯性犯罪に対する厳罰を提唱した。州が金を借りる必要性を無くすような税法を望んだが、議会にはできるだけ税を低く抑えるよう奨励した。民兵隊を青年郡に転換することも奨励した。州議会はスコットの改革要求を無視することが多かったが、債務者が保証人と担保権を準備するならば、負債の返還を1年間据え置くことができるようにした法案は成立した。
スコットは議会と度々衝突した。ウォルター・ブラシア博士を州民兵隊第2連隊の中佐に指名するときは、上院がその確認を拒んだ。スコットはブラシアがその任務にあたる最善の者だと言って、他の者を据えることを拒んだ。上院はそれより悪い指名を送って欲しいとは思わないはずだと考えた。その任期中に知事としての拒否権を3回行使したが、3回とも議会に覆された。ハリソン郡を設立する法案、および不法占拠者が有利な条件で土地を購入できる法案について、あまりに性急すぎて十分な議論が尽くされていないと考えたために拒否した。また退任したばかりのケンタッキー州控訴裁判所判事ジョージ・ミューターに対する年金の撤回も拒否した。これは政府の約束に対して住民の信頼を損なうと考えたからだった。
スコットはその任期を通じて、大酒飲みと、不敬な言葉を度々使うという噂に悩まされ続けた。ある場合には、無名の個人が、その評判がスコットの言ったことで傷つけられたと信じ込んで、決闘を申し込んだこともあった。スコットはその挑戦を無視したので、その挑戦者はスコットが臆病者であると暴露すると脅してきた。スコットは、「（その手紙を）投函するとは驚いたね、もうしそうしたら、貴方が呪われるべき嘘つきということになるだけであり、他の誰もがそう言うことだろう」と回答したと考えられている。別の場合では、ブレッドソーがスコットのために書いた演説原稿を精査した後で、「さてブレッドソー君、貴方が私より利口な見識者だと思っていることを知っているよ。それで尊敬されてもいる。しかし、この文章はこのままだと全くうまく行かない。それがうまく行ったとすれば恐れ入るよ」と言った。ブレッドソーがその演説の何処が悪いのか尋ねると、「くそったれ、その最後に厳かな祈りを付け加え、神の摂理について話し、天国の守りについて話してはどうだろう？分かるかい？」と応えたとされている。1809年の州議会選挙で、スコットがハンフリー・マーシャルの対抗馬のために運動した後、マーシャルは「ウェスターン・ワールド」紙に、選挙日に知事が裁判所前に酔って現れたと告発する記事を載せた。
スコットの知事としての任期の大半で、アメリカ合衆国とイギリスの間の緊張関係が高まっていった。アメリカがイギリスに対して宣戦布告すべきという考え方は、ケンタッキー州で特に強かった。州民の大半は1807年の通商禁止法をより弱い1809年の通商停止法に置き換えることや、その後のメイコン法案2号に不満だった。ケンタッキー州選出アメリカ合衆国上院議員ヘンリー・クレイは、議会におけるタカ派の誰もが認める指導者になった。1810年12月4日、スコットは州議会における演説で、アメリカのイギリスに対する憤懣を平和的に解決する望みがほとんど無いことを表明していた。しかし、フランスもアメリカの海洋権を犯しているので、抗議の対象として2つの国を平等に扱うべきことも議会に訴えた。

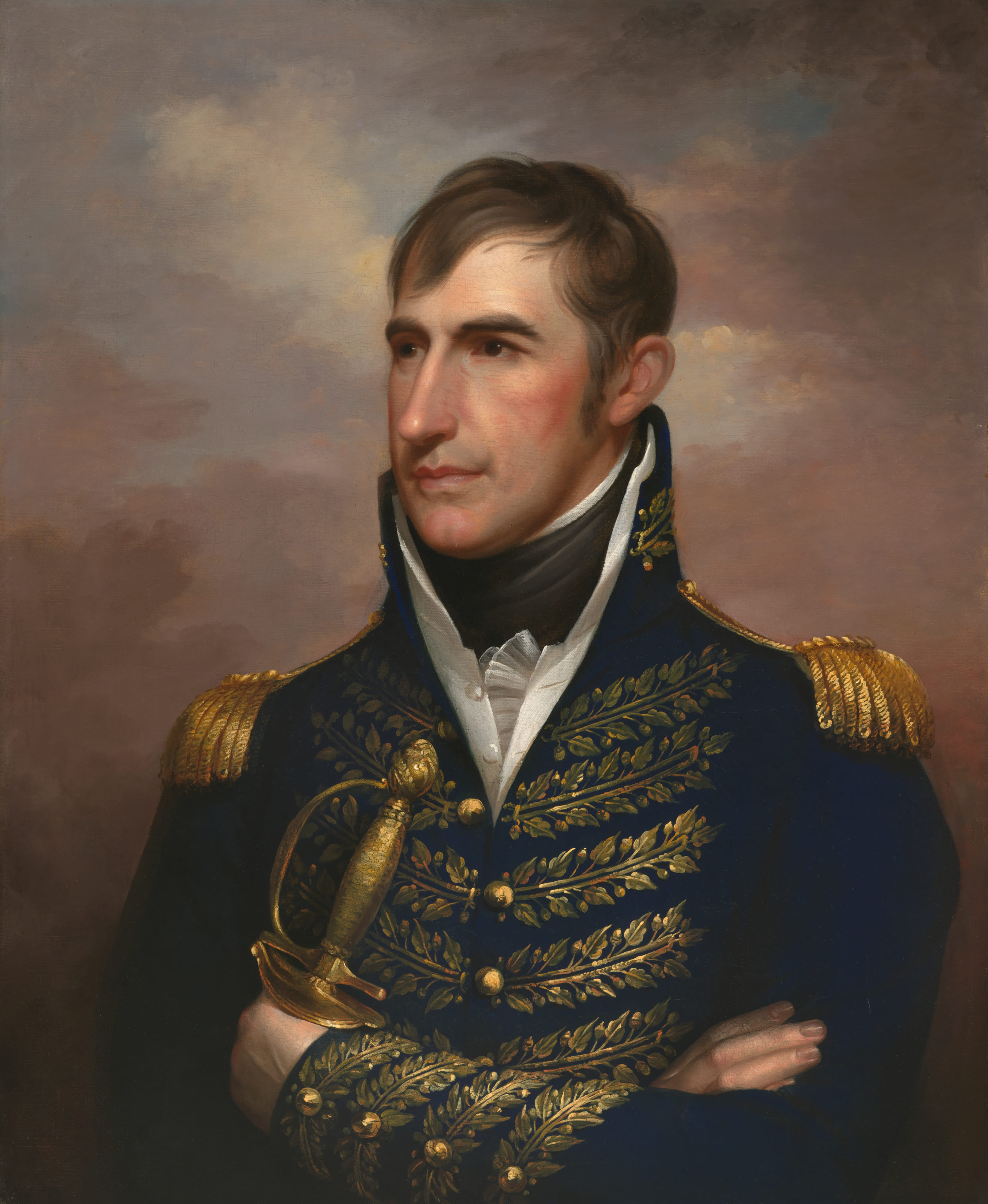
ウィリアム・ハリソン、北西方面軍の優れた指揮官

1811年9月、インディアナ準州知事のウィリアム・ハリソンがケンタッキー州を訪れ、サミュエル・ウェルズ大佐に、当時陸軍長官ウィリアム・ユースティスの権限によって結成されつつあった新しい連邦軍連隊のためにケンタッキー州民を徴兵する指示を出した。ハリソンはケンタッキー州内で徴兵する許可をスコットに申請しておらず、多くのケンタッキー州民、特にスコットの政敵であるハンフリー・マーシャルからスコットの信任ある助言者のジェシー・ブレッドソーまで、この行為を知事に対する侮辱だと捉えた。スコットはブレッドソーの憤慨を無視し、「不作法」令状の発行を拒否して、その代わりに前途有望なハリソンの最も忠実な支持者の1人になった。
1811年11月、ティッペカヌーの戦いで元ケンタッキー州検事総長ジョセフ・ハミルトン・デイビースが戦死した報せが州内に届き、州民のイギリスとインディアンに対する戦争の呼びかけが強さを増した。スコットは連邦政府からの志願兵募集を予測し、1812年2月と4月の州内の新聞に、差し迫った戦争遂行への支持をたきつけるメッセージを掲載した。7月末までに州に割り当てられた志願兵5,500名が集められた。1812年8月14日、スコットは知事公舎前で2個連隊の兵士に挨拶した。これはジョージタウンに連隊が集結する直前のことだった。スコットは兵士の間を松葉づえを突きながら歩き、それから振り向いて邸宅の階段に杖をたたきつけ、「これが貴方達のためでなかったならば、私も若者たちと共に行けたものを」と呟くのが聞かれた。
1812年8月25日はスコットの知事職最後の日であり、この日にハリソンをケンタッキー州民兵隊の名誉少将に指名した。この指名は、次期州知事のアイザック・シェルビーとヘンリー・クレイの助言に基づいてなされた。この名誉昇進によってハリソンが戦争で州民兵隊を指揮することを保証した。北西方面軍の指揮官はジェイムズ・ウィンチェスターだったが、ケンタッキー州内やその部下の中では不人気だった。伝記作者のハリー・M・ウォードはハリソンの任官について、ケンタッキー州民ではなく、少将に対する民兵の割り当ては既に終わっていたという2つの理由で違憲だと指摘している。ケンタッキー州の歴史家ローウェル・H・ハリソンは、この任官が「おそらく違法」だということに同意したが、さらに「州全体で称賛された」ことも付け加えている。スコットとその側近から見せられた信頼感によって、時の大統領ジェームズ・マディソンに影響を与え、ハリソンを北西方面軍の最高司令官に指名することになった。

### 死と遺産
スコットは知事の任期が明けると、妻や一番下の継娘メアリー・セシル・ギストと共にケインウッドの領地に引退した。継娘のうち2人はスコットが知事であった間に結婚していた。アンナ・マリア・ギストは1809年にナサニエル・G・S・ハートと結婚した。しかしハートは1813年1月のフレンチタウンの戦い（レーズン川虐殺）で戦死した。エリザ・バイオレット・ギストは1812年7月21日にフランシス・プレストン・ブレアと結婚した。これはスコットの知事職が終わる直前になった。ブレアは華奢で猫背であり、結核を患っていたので、スコットは彼に、エリザを6か月以内に寡婦にしてしまうと言っていた。しかし、ブレアは結核から快復し、その後アンドリュー・ジャクソン大統領の信任ある助言者にまでなった。ブレアはスコットの予言した余命よりも60年以上長生きした。ブレアの子孫に俳優のモンゴメリー・クリフトがいる。
1813年半ばまでにスコットの体調は急速に衰えて行った。1813年10月22日に死亡し、ケインウッドの敷地に埋葬された。その死のとき、アメリカ独立戦争に従軍した最後の将軍になっていた。その遺骸は1854年にフランクフォート墓地に移葬された。ケンタッキー州スコット郡およびインディアナ州スコット郡は、スコットの栄誉を称えて名付けられた。またケンタッキー州スコッツビル市とバージニア州スコッツビル町も同様である。

## 関連図書
- Brown, Orlando (April 1951). “The Governors of Kentucky”. The Register of the Kentucky Historical Society 49 (2):  pp. 93–112.
- Burnley, Pattie (1903). “Biographical Sketch of General, Afterward Governor, Charles S. Scott”. Register of the Kentucky Historical Society 1:  11–18.
- Heathcote, Charles W. (July 1957). “General Charles Scott—an Able Officer on Whom Much Depended”. Picket Post 57:  4–16.
- Lobdell, Jared C. (1967). “Two Forgotten Battles in the Revolution”. New Jersey History 85 (3–4):  225–234.
- Smucker, Isaac (February 1874). “General Charles Scott”. Historical Magazine 3:  88–90.
- Whickar, J. Wesley (1925). “General Charles Scott and His March to Ouiatenon”. Indiana Magazine of History 21:  90–99.